# ЕОКА

Прапор ЕОКА

ЕОКА (грец. Εθνική Οργάνωσις Κυπρίων Αγωνιστών, Етніки Органозіс Кіпріон Агоністон, «Національна організація звільнення Кіпру») — підпільна організація греків-кіпріотів, заснована Георгіосом Гривасом та архієпископом Макаріосом  у 1954 році, що ставила метою вигнати британців, і приєднати Кіпр до Греції (Енозіс). У 1950 відбувся плебісцит, що бойкотувався турецькою общиною. На цьому плебісциті грецька більшість проголосувала за Енозіс (98%).